# Dialypetaleae
Dialypetaleae is een botanische naam die in het verleden in gebruik geweest is, maar op het ogenblik uit de mode is, al mag ze nog wel gebruikt worden. Het is een beschrijvende plantennaam en betekent "planten met gescheiden kroonbladen" (dialysis= "scheiding") wat betrekking heeft op de bloem, waaraan een aparte kelk en kroon te onderscheiden is.
De naam werd indertijd gebruikt in het Wettstein-systeem, voor een groep binnen de onderklasse Choripetalae: de tegenhanger is dan Monochlamydeae.